# Gul änglatrumpet
Gul änglatrumpet (Brugmansia aurea) är en växt som ingår i släktet änglatrumpeter inom familjen potatisväxter, endemisk för Ecuador. Sedan mars 2014 kategoriseras den som utdöd i det vilda (EW) av IUCN.

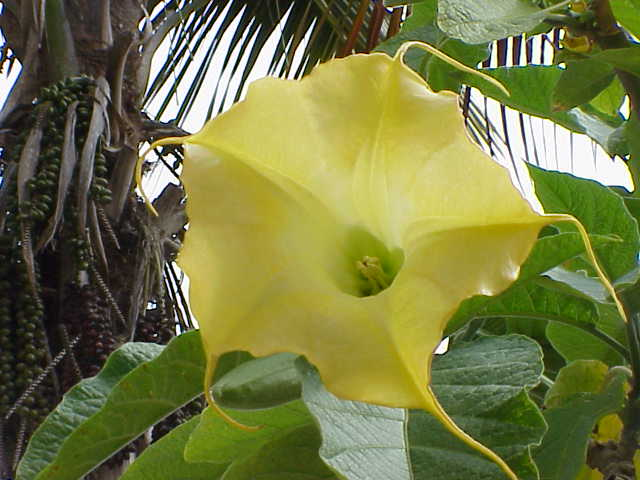

Trots att den kategoriseras som utdöd i sitt ursprungliga utbredningsområde är den en populär prydnadsväxt och odlas i stor utsträckning, precis som övriga arter inom släktet. Den säljs och odlas som trädgårdsväxt, beskriven som en stor vintergrön subtropisk buske som kan bli 6,5 m hög. På norra halvklotet blommar den på sommaren och hösten med stora, hängande, trumpetformade gula eller vita blommorna. Dessa blommor producerar en söt och behaglig doft, som är som starkast på kvällen.
Alla delar av växten är giftiga.

## Namn
Det vetenskapliga artepitetet aurea bettyder "gyllene".

## Odling
Flera sorter finns, där särskilt "Grand Marnier" är vanlig med sina persikofärgade blommor. Liksom andra medlemmar inom släktet klarar den inte temperaturer under 5°C, men i kallare klimat kan den placeras utomhus på en skyddad plats under sommarmånaderna.

## References
1. 1 2  Hay, A. 2014 Brugmansia aurea Från: IUCN 2014. IUCN Red List of Threatened Species. Version 2014.1 www.iucnredlist.org. Läst 20 juli 2025.
2. ↑  ”12 plants for evening scent”. BBC Gardener's World Online. https://www.gardenersworld.com/plants/plants-for-evening-scent/. Läst 12 juli 2019.
3. ↑  "Angel's Trumpet," The Better Homes and Gardens Plant Encyclopedia.
4. ↑  Harrison, Lorraine (2012). RHS Latin for Gardeners. United Kingdom: Mitchell Beazley. ISBN 978-1845337315
5. ↑  ”Brugmansia aurea 'Grand Marnier'”. Brugmansia aurea 'Grand Marnier'. RHS. https://www.rhs.org.uk/plants/115966/brugmansia-aurea-grand-marnier/details.
6. ↑  ”Angel's Trumpet, Brugmansia” (på amerikansk engelska). Wisconsin Horticulture. https://hort.extension.wisc.edu/articles/angels-trumpet-brugmansia/.